# Jonas Salk
Jonas Edward Salk (* 28. Oktober 1914 in New York City; † 23. Juni 1995 in La Jolla, Kalifornien) war ein US-amerikanischer Arzt und Immunologe. Er entwickelte den inaktivierten Polioimpfstoff gegen Kinderlähmung (Polio).

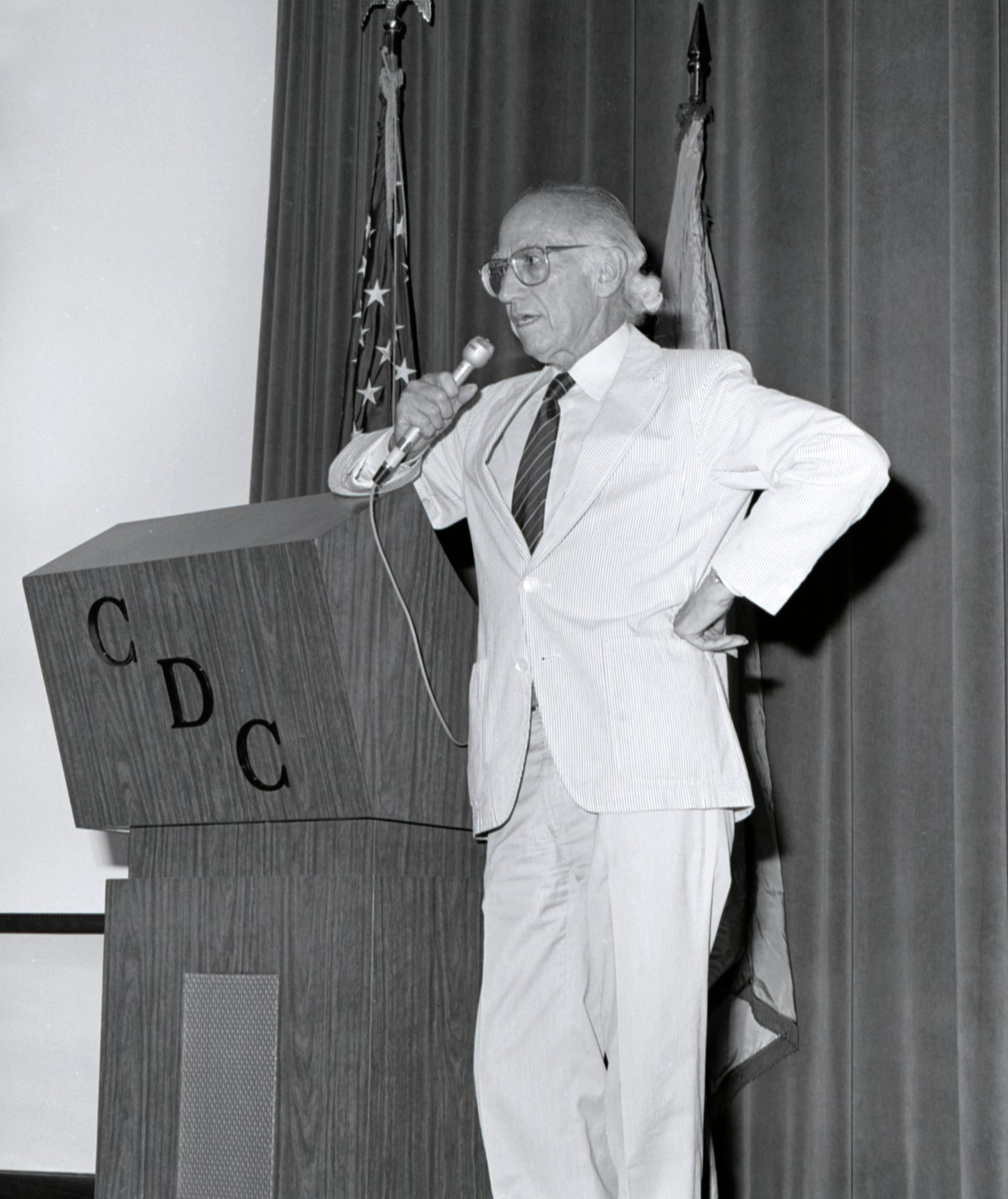
Jonas Salk (1988)

## Privatleben und familiärer Hintergrund
Jonas Salk wurde in New York City als erster Sohn der russisch-jüdischen Eltern Daniel und Dora Salk geboren. Die Familie wohnte zunächst in Ost-Harlem, dann in der Bronx und schließlich in Queens.
Der Vater war Damenschneider und wollte seinen drei Söhnen eine gute Schulbildung zukommen lassen.
Jonas Salk war seit 1939 mit Donna Lindsay verheiratet und hatte drei Söhne: Peter, Darrell und Lee. 1968 ließen sie sich scheiden und Salk heiratete 1970 Françoise Gilot, die frühere Geliebte von Pablo Picasso.
Salk starb am 23. Juni 1995 in La Jolla (Kalifornien). Er wurde auf dem Friedhof El Camino Memorial Park in San Diego beigesetzt.

## Schulbildung

### High School und College
Im Alter von 12 Jahren trat Salk in die Townsend Harris High School ein, eine Privatschule für begabte Schüler, auf der die Schüler ein Vierjahrespensum in drei Jahren bewältigen mussten. Salk galt schon damals als Perfektionist, der alles las, was er in die Finger bekam. Für die erfolgreichen Schüler war der erfolgreiche Abschluss der Schule der Einstieg ins City College of New York (CCNY).
Salk immatrikulierte sich dort mit 15 Jahren im September 1930 auf dem Höhepunkt der Weltwirtschaftskrise.
Auf Drängen seiner Mutter gab er Pläne, Rechtsanwalt zu werden, auf und konzentrierte sich auf Kurse, die als Voraussetzung für das Medizinstudium nötig waren. Obwohl die Ausstattung des Colleges sehr dürftig war (keine Forschungslaboratorien, eine sehr unvollständige Bibliothek, wenige bedeutende Dozenten), schloss Salk als einer der besten Studenten mit dem Bachelor of Science in Chemie ab und erhielt ein Stipendium für das Medizinstudium an der New York University.

### Medizinstudium
Schon bald entschloss er sich, nicht praktizierender Arzt zu werden, sondern sich der Forschung zu widmen. Er pausierte sogar ein Jahr an der medizinischen Fakultät, um Biochemie zu studieren, später konzentrierte er sich vorwiegend auf Bakteriologie, da sein Interesse, wie er sagte, eher darauf gerichtet war, der Menschheit insgesamt als einzelnen Patienten zu helfen. Laborarbeit gab seinem Leben eine neue Richtung.
Im Abschlussjahr seines Medizinstudiums arbeitete er zwei Monate freiwillig im Labor von Thomas Francis junior, der kurz zuvor Mitglied der Medizinischen Fakultät geworden war, nachdem er für die Rockefeller Foundation gearbeitet und den B-Typ des Influenzavirus entdeckt hatte. Durch Francis wurde Salk in die Welt der Virologie eingeführt und er „biss sich fest“.
1939 wurde er zum Doktor der Medizin (Medical Doctor) promoviert.

## Tätigkeit als Arzt und Forscher

### Assistenzarzt am Mount Sinai Hospital
Nach Abschluss des Medizinstudiums begann Salk 1939 seine Tätigkeit als Assistenzarzt am Mount Sinai Hospital in New York, wo er erneut im Labor von Francis arbeitete.
Obwohl er sich hauptsächlich auf die Forschungsarbeit konzentrierte, zeigte er auch „enorme Fähigkeiten als Kliniker und Chirurg“.

1941 beendete Salk die Assistententätigkeit am Mount Sinai und erhielt auf Vermittlung des inzwischen an die University of Michigan gegangenen Francis ein Stipendium des National Research Council. Inzwischen waren die USA im Krieg und Salk hätte eigentlich einen Posten als Militärarzt annehmen sollen, doch gelang es Thomas Francis, ihn als „wichtigen Forscher auf einem Gebiet, das für die nationale Verteidigung von höchster Bedeutung war“, zu reklamieren, sodass Salk im Frühjahr 1942 die Arbeit in Ann Arbor aufnehmen konnte.

### Entwicklung des Influenza-Impfstoffs zusammen mit Thomas Francis
Francis und er entwickelten einen Influenzaimpfstoff, der bald weithin auf Armeestützpunkten angewandt wurde, wobei Salk „für die Entdeckung und Isolierung eines Influenzastammes verantwortlich gewesen war, der bei der endgültigen Impfung verwendet wurde.“

### Wechsel nach Pittsburgh – Beginn der Polioforschung
Im Jahr 1947 entschloss sich Salk, ein Institut zu suchen, wo er sein eigenes Labor leiten konnte. Nach drei Ablehnungen erhielt er ein Angebot von William McEllroy, dem Dekan der medizinischen Fakultät der University of Pittsburgh. Salk akzeptierte und im Herbst 1947 verließ er Michigan und zog nach Pennsylvania um.
Obwohl die Einrichtung, die er vorfand, weit hinter seinen Erwartungen zurückblieb – mangelhaft ausgerüstete Räume im Keller des alten Municipal Hospital – sah Salk eine Herausforderung und bemühte sich um mehr Platz, finanzielle Unterstützung und Anerkennung. Er legte dem Dekan einen Arbeitsplan für seine geplanten Forschungen vor: Er wollte schwerpunktmäßig Kinderlähmung (Poliomyelitis), Influenza, Masern und Erkältungskrankheiten bearbeiten. Dabei war er zunächst auf dem Gebiet der Poliomyelitis ein Neuling, doch wusste er, dass Forscher auf diesem Gebiet auf Unterstützung durch die großzügige National Foundation for Infantile Paralysis hoffen konnten.
In Pittsburgh entwickelte Salk als erster einen wirksamen Impfstoff gegen die durch Viren verursachte Kinderlähmung (Poliomyelitis), den er zunächst an sich selbst und seiner Familie erprobte. Es handelte sich um einen Totimpfstoff, bei dem die Polioviren mit Formalin abgetötet wurden. Durch die Inaktivierung der Viren konnte eine Infektion der zu impfenden Personen und eine mögliche Verbreitung der Krankheit ausgeschlossen werden.

### Erfolgreicher Kampf gegen die Kinderlähmung
In der daraufhin anlaufenden und mit mehr als einer Million Teilnehmern bis dahin größten US-amerikanischen Impfstudie konnte Salk beweisen, dass nicht nur aus abgeschwächten – also noch infektiösen – Viren funktionsfähige Vakzine herstellbar sind. Die wichtigste Publikation der Ergebnisse dieser Arbeit erschien im Jahr 1955. – Kurz nach der Freigabe überraschte Salk die Öffentlichkeit am 12. April 1955 in einem Interview auf die Frage wem das Patent gehöre, "Well, the people, I would say. There is no patent. Could you patent the sun?" („Naja, ich würde sagen, den Menschen. Es gibt kein Patent. Könnte man die Sonne patentieren?“) – Binnen kurzem konnte die Verbreitung von Polio in den USA auf ein Fünftel zurückgedrängt werden und heute ist die Krankheit in den Industrienationen nahezu ausgerottet. Dieser Erfolg ist allerdings auch auf die von Albert Sabin entwickelte Schluckimpfung zurückzuführen, die den großen Vorteil aufweist, dass sie oral angewendet wird und nicht wie bei Salks Impfstoff gespritzt werden muss. Allerdings handelt es sich bei der aufgrund der angenehmeren Verabreichung und gleichzeitig effektiveren Schutzes populäreren Schluckimpfung um einen Lebendimpfstoff mit abgeschwächten Viren, der auch einige Risiken birgt.

### Gründung eines eigenen Instituts
Salk entschloss sich später, ein eigenes wissenschaftliches Institut zu gründen. Der 1962 begonnene und von dem Architekten Louis Kahn entworfene Campus wurde 1967 in La Jolla, einem Vorort von San Diego (Kalifornien), eröffnet. Salk war der erste Institutsdirektor. Heute ist das Salk Institute for Biological Studies ein international renommiertes biomedizinisches Forschungszentrum.

### Salks Impfversuche gegen HIV
In den letzten Jahren seines Lebens bemühte sich Salk um die Entwicklung eines HIV-Impfstoffs. 1987 gründete Salk das Pharmaunternehmen IRC (Immune Response Corporation) zur Erforschung eines experimentellen Impfstoffs, der die Immunantwort bei HIV-Infektion verstärken sollte. Der Impfstoff wurde als HIV-1 immunogen, „Salk vaccine“ und als AG1661 bekannt. Der geplante Handelsname war Remune, welcher Name ebenfalls in der Öffentlichkeit publik wurde. Nach seinem Tode wurde die IRC von Pfizer übernommen, die Entwicklung wurde 1999 wegen fehlender Wirksamkeit eingestellt.

## Ehrungen
- 1955: Verdienstmedaille (Meritorious Service Medal) des Staates Pennsylvania[9]
- 1955: Schaffung eines Salk-Stipendiums durch die City University of New York
- 1955: Congressional Gold Medal
- 1956: Albert Lasker Award for Clinical Medical Research
- 1957: Howard Taylor Ricketts Award
- 1958: James D. Bruce Memorial Award
- 1958: Aufnahme in die Polio Hall of Fame, in Warm Springs (Georgia)
- 1962: Robert-Koch-Preis
- 1966: Mitglied der American Academy of Arts and Sciences
- 1975: Jawaharlal Nehru Award für Völkerverständigung
- 1976: Ernennung zum Humanisten des Jahres durch die American Humanist Association
- 1977: Presidential Medal of Freedom (von Präsident Jimmy Carter überreicht)[10]
- 1995: Four Freedoms Award, Special Award
- 1996: Die March of Dimes Foundation schuf einen Barpreis zu Ehren von Salk von $250.000 für hervorragende Biologen[11]
- 2007: Aufnahme in die California Hall of Fame durch Gouverneur Arnold Schwarzenegger[12]
- Zahlreiche Schulen, z. B. in Mesa (Arizona), Tulsa (Oklahoma), Bolingbrook (Illinois), Levittown (New York), Old Bridge (New Jersey) und Sacramento (California), tragen seinen Namen.

## Schriften
- Man Unfolding. (1972)
- Survival of the Wisest (1973) Deutsch: Wir können überleben. Herder, Freiburg (im Breisgau), Basel, Wien 1975, ISBN 3-451-17234-8.
- World Population and Human Values: A New Reality. (1981)
- Anatomy of Reality. (1983)